# Nicolò Guarco
Nicolò Guarco (né en 1325 à Gênes et mort en 1385 à Lerici, dans l'actuelle province de La Spezia, alors dans la république de Gênes) a été le 8e doge de Gênes du 17 juin 1378 au 7 avril 1383.